# Skutek prawny
Skutek prawny, konsekwencja prawna – następstwo określonych przepisami prawa okoliczności polegające na powstaniu, zmianie lub wygaśnięciu stosunku prawnego. Skutek prawny determinuje sankcja prawna.